# Skoky na lyžích na Zimních olympijských hrách 2022
Závody ve skocích na lyžích na Zimních olympijských hrách 2022 se konají od 5. do 14. února 2022 na můstcích skokanského střediska Snow Ruyi.

## Program
Program podle oficiálních stránek.
Finále soutěží jsou vyznačeny tučně.
| Den    | Datum          | Zahájení (UTC+8) | Zahájení (SEČ) | Závod                             |
| ------ | -------------- | ---------------- | -------------- | --------------------------------- |
| den 1  | 5. února 2022  | 14:20            | 07:20          | střední můstek muži – kvalifikace |
| den 1  | 5. února 2022  | 18:45            | 11:45          | střední můstek ženy               |
| den 2  | 6. února 2022  | 19:00            | 12:00          | střední můstek muži               |
| den 3  | 7. února 2022  | 19:45            | 12:45          | střední můstek smíšená družstva   |
| den 7  | 11. února 2022 | 19:00            | 12:00          | velký můstek muži – kvalifikace   |
| den 8  | 12. února 2022 | 19:00            | 12:00          | velký můstek muži                 |
| den 10 | 14. února 2022 | 19:00            | 12:00          | velký můstek družstva muži        |

## Medailové pořadí zemí
| Pořadí | Země                | Zlato | Stříbro | Bronz | Celkově |
| ------ | ------------------- | ----- | ------- | ----- | ------- |
| 1.     | Slovinsko (SLO)     | 2     | 1       | 1     | 4       |
| 2.     | Japonsko (JPN)      | 1     | 1       | 0     | 2       |
| 2.     | Rakousko (AUT)      | 1     | 1       | 0     | 2       |
| 4.     | Norsko (NOR)        | 1     | 0       | 0     | 1       |
| 5.     | Německo (GER)       | 0     | 1       | 2     | 3       |
| 6.     | Sportovci ROV (ROC) | 0     | 1       | 0     | 1       |
| 7.     | Polsko (POL)        | 0     | 0       | 1     | 1       |
| 7.     | Kanada (CAN)        | 0     | 0       | 1     | 1       |
|        | Celkem              | 5     | 5       | 5     | 15      |

## Medailisté

### Muži
| Disciplína            | Zlato                                                                    | Výkon | Stříbro                                                            | Výkon | Bronz                                                                                 | Výkon |
| --------------------- | ------------------------------------------------------------------------ | ----- | ------------------------------------------------------------------ | ----- | ------------------------------------------------------------------------------------- | ----- |
| střední můstek        | Rjójú Kobajaši · Japonsko (JPN)                                          | 275,0 | Manuel Fettner · Rakousko (AUT)                                    | 270,8 | Dawid Kubacki · Polsko ( POL)                                                         | 265,9 |
| velký můstek          | Marius Lindvik · Norsko (NOR)                                            | 296.1 | Rjójú Kobajaši · Japonsko (JPN)                                    | 292.8 | Karl Geiger · Německo (GER)                                                           | 281.3 |
| velký můstek družstva | Rakousko (AUT) · Stefan Kraft · Daniel Huber · Jan Hörl · Manuel Fettner | 942.7 | Slovinsko (SLO) · Lovro Kos · Cene Prevc · Timi Zajc · Peter Prevc | 934.4 | Německo (GER) · Constantin Schmid · Stephan Leyhe · Markus Eisenbichler · Karl Geiger | 922.9 |

### Ženy
| Disciplína     | Zlato                             | Výkon | Stříbro                              | Výkon | Bronz                             | Výkon |
| -------------- | --------------------------------- | ----- | ------------------------------------ | ----- | --------------------------------- | ----- |
| střední můstek | Urša Bogatajová · Slovinsko (SLO) | 239,0 | Katharina Althausová · Německo (GER) | 236,8 | Nika Križnarová · Slovinsko (SLO) | 232,0 |

### Smíšené soutěže
| Disciplína                      | Zlato                                                                         | Výkon  | Stříbro                                                                                    | Výkon | Bronz                                                                                             | Výkon |
| ------------------------------- | ----------------------------------------------------------------------------- | ------ | ------------------------------------------------------------------------------------------ | ----- | ------------------------------------------------------------------------------------------------- | ----- |
| střední můstek smíšená družstva | Slovinsko (SLO) · Nika Križnarová · Timi Zajc · Urša Bogatajová · Peter Prevc | 1001,5 | Sportovci ROV (ROC) · Irma Makhiniaová · Danil Sadreev · Irina Avvakumova · Evgenii Klimov | 890,3 | Kanada (CAN) · Alexandria Loutittová · Matthew Soukup · Abigail Strateová · Mackenzie Boyd-Clowes | 844,6 |